# علي دائي
علي دائي ((بالفارسية: علی دایی)؛ مواليد 21 مارس 1969 في أردبيل، إيران) وهو لاعب كرة قدم إيراني سابق من أصل ایرانی. وهو لاعب دولي سابق مع منتخب إيران لكرة القدم.
بدأ دائي مسيرته الكروية في عام 1988 مع نادي استقلال أردبيل، وفي عام 1989 انتقل إلى نادي تاكسيراني، وبعدها انتقل إلى نادي بانك تجارت، ولعب لهم حتى عام 1994، وفي عام 1994 انتقل إلى نادي برسبوليس ولعب لهم لمدة سنتين. وفي موسم 1996–97 انتقل إلى نادي السد القطري، وبعدها انتقل إلى ألمانيا ولعب لنادي أرمينيا بيليفيلد، وشارك معهم في 25 مباراة وسجل 7 أهداف. وفي موسم 1998–1999 انتقل إلى نادي بايرن ميونخ ولعب لهم 23 مباراة وسجل 6 أهداف.
وفي عام 1999 انتقل إلى نادي هيرتا برلين، ولعب معهم 59 مباراة وسجل 19 هدف، وثم انتقل إلى نادي الشباب الإماراتي في موسم 2002–03، ولعب معهم 25 مباراة وسجل 11 هدف، وفي موسم 2003–04 عاد إلى نادي برسبوليس ولعب معهم 24 مباراة وسجل 16 هدف، وفي عام 2004 انتقل إلى نادي صبا باتري ولعب لهم 51 مباراة وسجل 23 هدف. وقد شارك دائي مع منتخب إيران لكرة القدم في كأس العالم لكرة القدم 1998 وكأس العالم لكرة القدم 2006.
في عام 1999 حصل علي دائي على جائزة أفضل لاعب في آسيا.
كان علي دائي صاحب أكبر عدد أهداف دولية، حيث سجل 109 أهداف منها 28 ودي إلى أن قام اللاعب البرتغالي كريستيانو رونالدو بتحطيم رقمه القياسي .

## كأس آسيا 2004
سجل هدف في مرمى منتخب تايلاند لكرة القدم، وقد سجل هدفين في مرمى منتخب البحرين لكرة القدم.

## مسيرته التدريبية
كان عمل دائي مدربا لنادي سايبا (2006–08) ومن ثم للمنتخب الإيراني (2008–09) وبعدها لنادي برسبوليس (2009–11) ومن ثم لنادي راه آهن (2011–13) ومن ثم لنادي برسبوليس (2013–14) وهو الآن مدرب لنادي صبا قم منذ 2015.

## الإنجازات

### كلاعب

#### النادي
برسبوليس
- دوري كرة القدم الإيراني (1): 1995–96

 بايرن ميونخ
- الدوري الألماني (1): 1998–99
- كأس الدوري الألماني (1): 1998
- دوري أبطال أوروبا : الوصيف (1) : 1998–99

 صبا قم
- كأس حذفي (1): 2004–05
- كأس السوبر الإيراني (1): 2005

 سايبا
- دوري كرة القدم الإيراني (1): 2006–07

#### المنتخب
إيران تحت 23
- كرة القدم في الألعاب الآسيوية (1): 2002

 إيران
- كرة القدم في الألعاب الآسيوية (1): 1998
- بطولة اتحاد غرب آسيا لكرة القدم (1): 2004

### كمدرب
سايبا
- دوري كرة القدم الإيراني (1): 2006–07

 إيران
- بطولة اتحاد غرب آسيا لكرة القدم (1): 2008

 برسبوليس
- كأس حذفي (2): 2009–10، 2010–11

 نفط طهران
- كأس حذفي (2): 2016–17

### الفردية
- جائزة أفضل لاعب في آسيا (1): 1998

## روابط خارجية
- علي دائي على موقع الاتحاد الدولي (مؤرشف)  (الإنجليزية)
- علي دائي على موقع قاعدة بيانات كرة القدم.إي يو (الإنجليزية)
- علي دائي على موقع بيانات كرة القدم. دي إي (الألمانية)
- علي دائي على موقع ناشيونال فوتبول تيمز (الإنجليزية)
- علي دائي على موقع عالم كرة القدم.نت (الإنجليزية)